# Lera Auerbach
Pour les articles homonymes, voir Auerbach.
Valeria Lvovna Auerbakh (en russe : Валерия Львовна Ауэрбах), plus connue sous le nom de Lera Auerbach, née le 21 octobre 1973 à Tcheliabinsk, est une poétesse et compositrice américaine et autrichienne.

## Biographie

### Enfance et éducation
Lera Auerbach naît le 21 octobre 1973 à Tcheliabinsk, une ville de l’Oural située à la frontière sibérienne.
Sa mère, une professeure de piano issue d'une famille de musiciens, et son grand-père, poète et collectionneur de livres, lui transmettent les compétences en lecture et écriture de la musique. Elle trouve naturel dès l'âge de quatre ans de créer des contes de fées et de composer sa propre musique. Débutant le piano très tôt, elle se produit en public dès six ans et joue avec un orchestre pour la première fois à l'âge de huit ans.
Talent précoce, elle choisit rapidement sa voie et crée son premier opéra à l'âge de douze ans, qui est joué dans plusieurs théâtres nationaux.C'est pourquoi elle accorde une grande importance à la préservation de l'héritage russe de sa famille.

### Etudes
En 1991, Lera Auerbach, déjà lauréate de plusieurs concours de piano, est invitée à se produire aux États-Unis. Elle choisit de rester dans ce pays, faisant d'elle l'une des dernières artistes à avoir quitté l'Union soviétique de cette époque.
Elle y poursuit ses études à la Juilliard School de New York, où elle étudie le piano avec Joseph Kalichstein et la composition avec Milton Babbit et Robert Beaser. Elle fréquente aussi l'Université de Columbia, s'intéressant particulièrement à la littérature comparée.
En 2001, lors du festival de musique de chambre de Lockenhaus, où douze de ses œuvres sont créées, Lera Auerbach occupe le rôle d'artiste en résidence.
Le 1er mai 2002, Lera Auerbach fait ses débuts remarquables au Carnegie Hall, en jouant sa propre suite pour violon, piano et orchestre à cordes op. 60 aux côtés de Gidon Kremer et de la Kremerata Baltica. Elle termine la même année son cycle de soliste à la Hochschule für Musik de Hanovre (avec Einar-Steen Nøkleberg).

### Un style de musique propre à elle-même
Sa musique, initialement enracinée dans la grande tradition, allie l'usage de la tonalité et des formes classiques à l'exploration de nouveaux univers sonores. Ainsi, il est possible de percevoir, sous une apparence classique, une palette de sonorités inhabituelles et colorées, signature de son style unique.

### Parcours
Lera Auerbach se distingue parmi ses contemporains, devenant la première compositrice russe depuis Chostakovitch à être publiée par la célèbre maison d'édition Hans Sikorski.
Elle a joué pour la première fois au Carnegie Hall en mai 2002 en présentant sa propre Suite pour violon, piano et orchestre avec Gidon Kremer et le Kremerata Baltica. Depuis lors, la musique de Lera Auerbach est présente chaque saison au Carnegie Hall. En 2005, elle s’est vu décerner le prestigieux Prix Hindemith du Festival de musique du Schleswig-Holstein, en Allemagne.
Ses compositions ont été commandées et jouées par Gidon Kremer, le Ballet royal danois, le Ballet de Hambourg, David Finckel et Wu Han, Vadim Gluzman, Kremerata Baltica et l’Orchestre Ensemble Kanazawa, pour n’en citer que quelques-uns. Elle s'est produite en récital au piano sur des scènes aussi prestigieuses que le Grand Hall du Conservatoire de Moscou, l'Opéra de Tokyo, le Lincoln Center de New York, le Herkulesaal de Munich, le Konzerthaus d’Oslo, le Symphony Hall de Chicago et le Kennedy Center de Washington.
Une nouvelle commande du Ballet royal danois, à l’occasion du bicentenaire de Hans Christian Andersen, a permis à Lera Auerbach de collaborer pour la deuxième fois avec le chorégraphe John Neumeier. Le ballet est une version moderne du conte de fée classique La Petite Sirène. La première a remporté un vif succès en avril 2005.

### Poésie
Le succès de Lera Auerbach ne repose pas uniquement sur ses activités musicales, mais également sur ses réalisations littéraires. Ses œuvres incluent cinq livres de poésie et de prose personnelle, deux romans, et plusieurs contributions à des journaux et magazines russophones.
En 1996, elle est élue écrivaine de l'année par la Société internationale Pouchkine et reçoit le prix de poésie du Novoje Russkoje Slovo, le principal journal de langue russe en Occident.
En 2000, elle préside le jury du Concours international de poésie Pouchkine et en 2002, elle est membre du comité de sélection de la Bourse Paul et Daisy Soros pour les nouveaux Américains, bourse dont elle a été la première lauréate en 1998.

## Prix
- En 1996, elle reçoit le prix de poésie du journal Novoje Russkoje Slowo[4].
- En 2005, elle reçoit le Prix Hindemith du Festival de Schleswig-Holstein[2].
- En 2007, lors du Forum économique mondial de Davos en Suisse, elle est sélectionnée comme Young Global Leader[7].

## Œuvres musicales

### Opéras
- Gogol (2010), sur un livret de la compositrice, créé le 15 novembre 2011 à Vienne ;
- The Blind (2001), sur un livret de la compositrice d'après Les Aveugles de Maurice Maeterlinck, créé le 13 octobre 2011 à Berlin.

### Ballets
- Tatiana (2013-2014), sur un livret de John Neumeier d'après Eugène Onéguine d'Alexandre Pouchkine ;
- The Little Mermaid (2005), sur un livret de John Neumeier, d'après La Petite Sirène de Hans Christian Andersen ;

### Œuvres orchestrales
- Symphonie no 1 (2006) ;
- Symphonie no 2 (2006) ;
- Symphonie no 3 (2016) ;
- Symphonie no 4 (2019) ;

### Musique de chambre
- Sonate no 1 pour alto et piano, dite « Arcanum » ;
- Par.ti.ta, pour violon seul ;
- T'filah, op. 33 pour violon seul ;
- Vingt-quatre préludes pour violon et piano, op. 46 ;
- Lonely Suite « Ballet for a Lonely Violonist », op. 70 ;
- Speak, Memory, pour violon et piano (2010) ;

## Publications
- (en) Lera Auerbach et Robert Rimm, Excess of Being, Arch Street Press, 365 p. (ISBN 9781938798061)
- (en) Lera Auerbach et Marilyn Nelson, A is for Oboe: The Orchestra's Alphabet, Penguin Young Readers Group, 4 janvier 2022, 40 p. (ISBN 9781984814906)
- (en) Lera Auerbach, Forever Music, DOS MADRES Press, 28 août 2023, 104 p. (ISBN 9781953252845)